# عمر كامارا
عمر كامارا (بالفرنسية: Oumar Camara)‏ هو لاعب كرة قدم فرنسي في مركز الوسط، ولد في 19 أغسطس 1992 في مونتيفيلييه ‏ في فرنسا. لعب مع نادي لوهافر.

## وصلات خارجية
- عمر كامارا على موقع رابطة كرة القدم الفرنسية للمحترفين (الإنجليزية)
- عمر كامارا على موقع قاعدة بيانات كرة القدم.إي يو (الإنجليزية)
- عمر كامارا على موقع ليكيب (الفرنسية)
- عمر كامارا على موقع ناشيونال فوتبول تيمز (الإنجليزية)
- عمر كامارا على موقع Soccerway.com (الإنجليزية)